# Silke Van Avermaet
Silke Van Avermaet, född 2 juni 1999, är en belgisk volleybollspelare (center) som spelar med Volley Mulhouse Alsace och Belgiens damlandslag i volleyboll.
Britt Rampelberg studerade vid Topsportschool Vilvoorde 2014/2015 och spelade sedan med Asterix Avo Beveren fram till 2021 då hon gick över till ASPTT Mulhouse. Sedan 2024 spelar hon för UYBA Volley. Hon har deltagit i alla EM sedan 2019.